# La Couture (Vendée)
Pour les articles homonymes, voir La Couture.
La Couture est une commune française située dans le département de la Vendée en région Pays de la Loire.

## Géographie
Le territoire municipal de La Couture s’étend sur 723 hectares. L’altitude moyenne de la commune est de 18 mètres, avec des niveaux fluctuant entre 2 et 60 mètres,.
|                         | Mareuil-sur-Lay-Dissais | Mareuil-sur-Lay-Dissais |
| Rosnay                  | La Couture              | Mareuil-sur-Lay-Dissais |
| La Bretonnière-la-Claye |                         | Péault                  |

### Climat
Pour des articles plus généraux, voir Climat des Pays de la Loire et Climat de la Vendée.
En 2010, le climat de la commune est de type climat océanique franc, selon une étude du CNRS s'appuyant sur une série de données couvrant la période 1971-2000. En 2020, Météo-France publie une typologie des climats de la France métropolitaine dans laquelle la commune est exposée à un climat océanique et est dans la région climatique  Bretagne orientale et méridionale, Pays nantais, Vendée, caractérisée par une faible pluviométrie en été et une bonne insolation. 
Pour la période 1971-2000, la température annuelle moyenne est de 12,5 °C, avec une amplitude thermique annuelle de 13,9 °C. Le cumul annuel moyen de précipitations est de 771 mm, avec 12,3 jours de précipitations en janvier et 6,3 jours en juillet. Pour la période 1991-2020, la température moyenne annuelle observée sur la station météorologique de Météo-France la plus proche, « Sainte Gemme la Plaine_sapc », sur la commune de Sainte-Gemme-la-Plaine à 12 km à vol d'oiseau, est de 13,0 °C et le cumul annuel moyen de précipitations est de 809,1 mm,. Pour l'avenir, les paramètres climatiques de la commune estimés pour 2050 selon différents scénarios d'émission de gaz à effet de serre sont consultables sur un site dédié publié par Météo-France en novembre 2022.

## Urbanisme

### Typologie
Au 1er janvier 2024, La Couture est catégorisée commune rurale à habitat dispersé, selon la nouvelle grille communale de densité à sept niveaux définie par l'Insee en 2022.
Elle est située hors unité urbaine. Par ailleurs la commune fait partie de l'aire d'attraction de La Roche-sur-Yon, dont elle est une commune de la couronne,. Cette aire, qui regroupe 45 communes, est catégorisée dans les aires de 50 000 à moins de 200 000 habitants,.

### Occupation des sols
L'occupation des sols de la commune, telle qu'elle ressort de la base de données européenne d’occupation biophysique des sols Corine Land Cover (CLC), est marquée par l'importance des territoires agricoles (98,5 % en 2018), une proportion sensiblement équivalente à celle de 1990 (98,7 %). La répartition détaillée en 2018 est la suivante : 
prairies (53,7 %), terres arables (29,6 %), zones agricoles hétérogènes (11,8 %), cultures permanentes (3,5 %), forêts (1,5 %). L'évolution de l’occupation des sols de la commune et de ses infrastructures peut être observée sur les différentes représentations cartographiques du territoire : la carte de Cassini (XVIIIe siècle), la carte d'état-major (1820-1866) et les cartes ou photos aériennes de l'IGN pour la période actuelle (1950 à aujourd'hui).

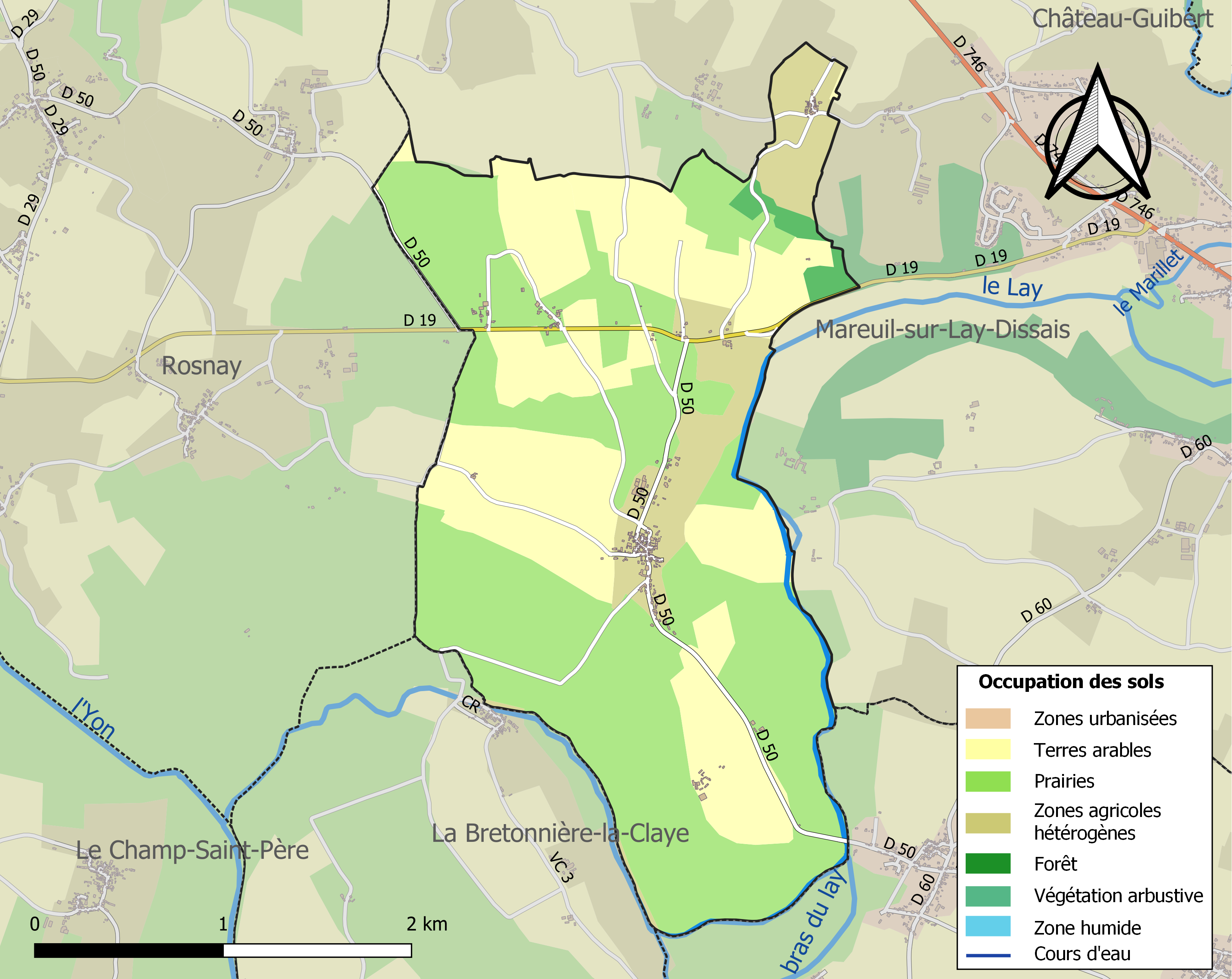
Carte des infrastructures et de l'occupation des sols de la commune en 2018 (CLC).

## Toponymie
En poitevin, la commune est appelée La Couture.

## Histoire
Origine du nom : La Couture : lieu cultivé, étendue de terres cultivées (notamment autour d'un couvent).

## Politique et administration

### Liste des maires
| Période                                  | Période                   | Identité           | Étiquette | Qualité |
| ---------------------------------------- | ------------------------- | ------------------ | --------- | --- |
| Les données manquantes sont à compléter. |                           |                    |           | |
| ca. 1937                                 |                           | Gaston Priouzeau   |           | |
|                                          | décembre 1944 (démission) | M. Drapeau         |           | |
| décembre 1944                            | mars 1965                 | Gaston Priouzeau   |           | |
| mars 1965                                | mars 1971                 | Gérard Priouzeau   | DVD       | Cultivateur Conseiller général de Mareuil-sur-Lay (1970 → 2001) Maire de Mareuil-sur-Lay (1971 → 1973) Maire de Mareuil-sur-Lay-Dissais (1974 → 2001) |
| mars 1971                                | juin 1995                 | Yves Priouzeau     | DVD       | |
| juin 1995                                | En cours                  | Thierry Priouzeau, | DVD       | Agriculteur, neveu du précédent Réélu pour le mandat 2020-2026                                                                                        |

## Population et société

### Démographie

#### Évolution démographique
L'évolution du nombre d'habitants est connue à travers les recensements de la population effectués dans la commune depuis 1800. Pour les communes de moins de 10 000 habitants, une enquête de recensement portant sur toute la population est réalisée tous les cinq ans, les populations de référence des années intermédiaires étant quant à elles estimées par interpolation ou extrapolation. Pour la commune, le premier recensement exhaustif entrant dans le cadre du nouveau dispositif a été réalisé en 2008.

En 2022, la commune comptait 229 habitants, en évolution de +6,02 % par rapport à 2016 (Vendée : +5,33 %, France hors Mayotte : +2,11 %).
| 1800 | 1806 | 1821 | 1831 | 1836 | 1841 | 1846 | 1851 | 1856 |
| ---- | ---- | ---- | ---- | ---- | ---- | ---- | ---- | ---- |
| 259  | 252  | 308  | 303  | 269  | 274  | 302  | 337  | 331  |

| 1861 | 1866 | 1872 | 1876 | 1881 | 1886 | 1891 | 1896 | 1901 |
| ---- | ---- | ---- | ---- | ---- | ---- | ---- | ---- | ---- |
| 311  | 322  | 312  | 254  | 312  | 314  | 301  | 308  | 282  |

| 1906 | 1911 | 1921 | 1926 | 1931 | 1936 | 1946 | 1954 | 1962 |
| ---- | ---- | ---- | ---- | ---- | ---- | ---- | ---- | ---- |
| 264  | 258  | 233  | 236  | 216  | 203  | 181  | 188  | 181  |

| 1968 | 1975 | 1982 | 1990 | 1999 | 2006 | 2008 | 2013 | 2018 |
| ---- | ---- | ---- | ---- | ---- | ---- | ---- | ---- | ---- |
| 139  | 148  | 153  | 169  | 161  | 189  | 197  | 215  | 220  |

| 2022 | - | - | - | - | - | - | - | - |
| ---- | - | - | - | - | - | - | - | - |
| 229  | - | - | - | - | - | - | - | - |

#### Pyramide des âges
En 2018, le taux de personnes d'un âge inférieur à 30 ans s'élève à 35,5 %, soit au-dessus de la moyenne départementale (31,6 %). À l'inverse, le taux de personnes d'âge supérieur à 60 ans est de 27,7 % la même année, alors qu'il est de 31,0 % au niveau départemental.
En 2018, la commune comptait 109 hommes pour 111 femmes, soit un taux de 50,45 % de femmes, légèrement inférieur au taux départemental (51,16 %).
Les pyramides des âges de la commune et du département s'établissent comme suit.
| Hommes | Classe d’âge | Femmes |
| ------ | ------------ | ------ |
| 1,8    | 90 ou +      | 0,9    |
| 6,4    | 75-89 ans    | 7,2    |
| 18,3   | 60-74 ans    | 20,7   |
| 17,4   | 45-59 ans    | 16,2   |
| 22,0   | 30-44 ans    | 18,0   |
| 7,3    | 15-29 ans    | 12,6   |
| 26,6   | 0-14 ans     | 24,3   |

| Hommes | Classe d’âge | Femmes |
| ------ | ------------ | ------ |
| 0,8    | 90 ou +      | 2,2    |
| 8,7    | 75-89 ans    | 11,1   |
| 20,3   | 60-74 ans    | 21,3   |
| 20     | 45-59 ans    | 19,4   |
| 17,5   | 30-44 ans    | 16,8   |
| 15     | 15-29 ans    | 13,2   |
| 17,7   | 0-14 ans     | 16,1   |

## Lieux et monuments
- Église Notre-Dame-de-l'Assomption.